# Wienerwald (település)
Wienerwald osztrák község Alsó-Ausztria Mödlingi járásában. 2022 januárjában 2893 lakosa volt. 

## Elhelyezkedése

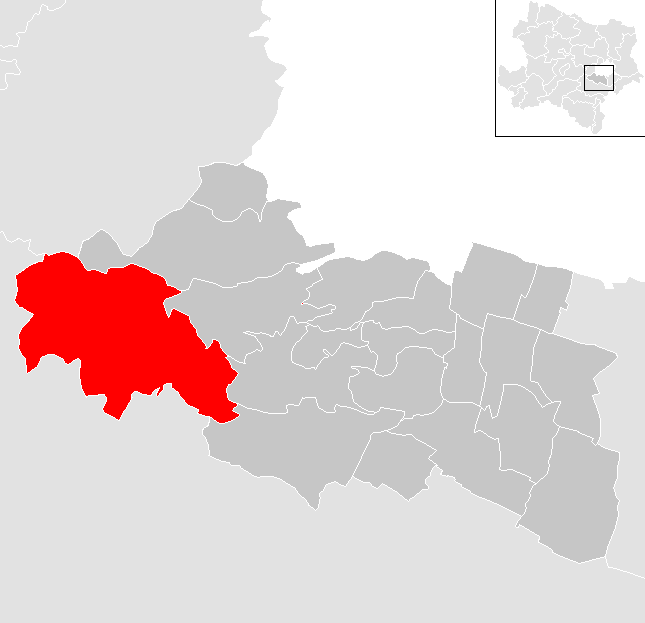
Wienerwald a Mödlingi járásban

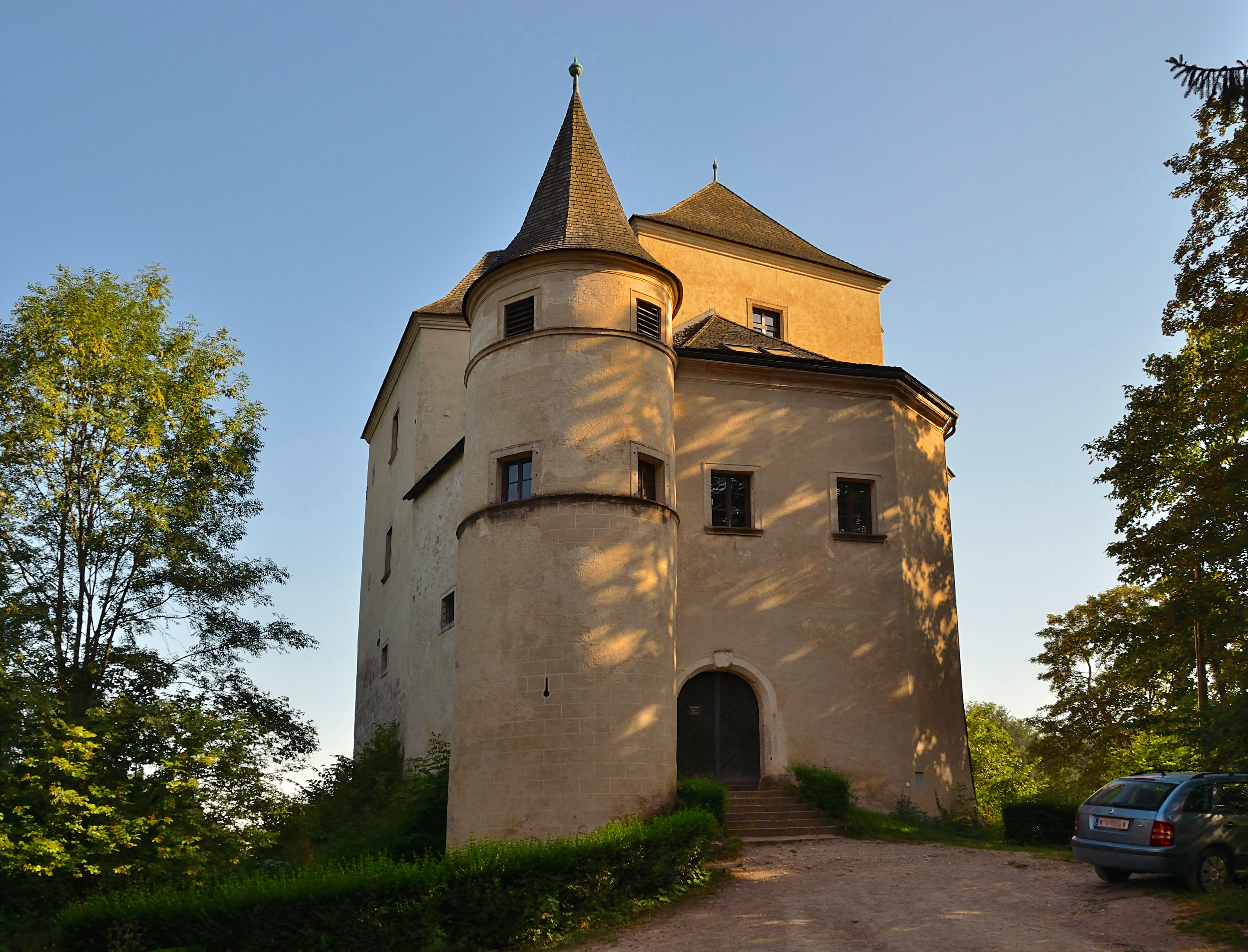
Wildegg vára

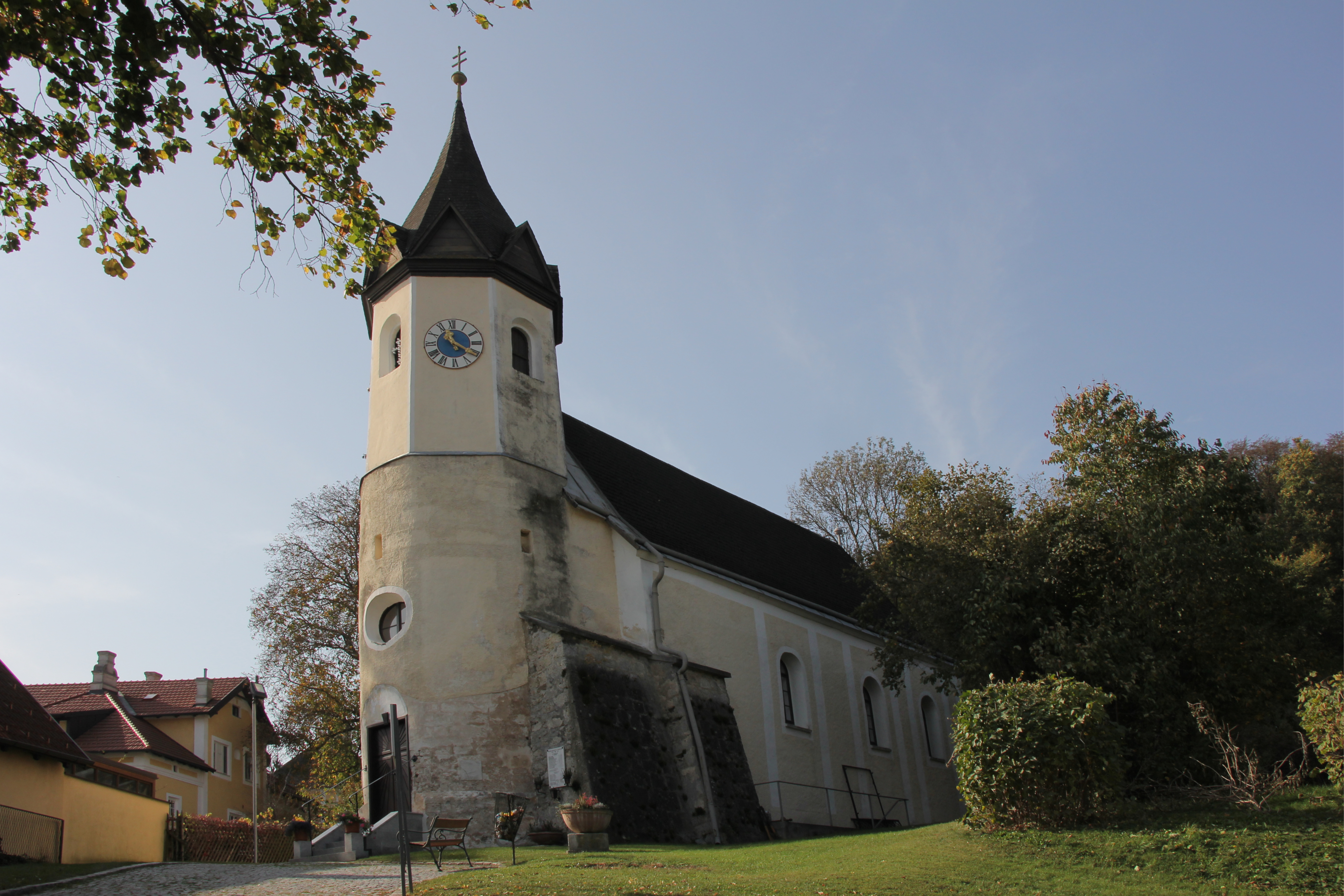
A sittendorfi Keresztelő Szt. János-plébániatemplom

Wienerwald a tartomány Industrieviertel régiójában fekszik, a Bécsi-erdőben. Legfontosabb folyóvizei a a Settelbach, a Dornbach, és a Mödlinger Wildbach. Legmagasabb pontja a Steinplattl (649 m). Területének 71%-a erdő, 22,6% áll mezőgazdasági művelés alatt. Az önkormányzat 7 települést és településrészt egyesít: Dornbach (238 lakos 2022-ben), Grub (595), Gruberau (141), Sittendorf (660), Stangau (217), Sulz im Wienerwald (899) és Wöglerin (143). 
A környező önkormányzatok: északkeletre Breitenfurt bei Wien, keletre Kaltenleutgeben és Hinterbrühl, délkeletre Gaaden, délre Heiligenkreuz, délnyugatra Alland, nyugatra Klausen-Leopoldsdorf, északra Wolfsgraben.

## Története
Wienerwald önkormányzata 1972-ben jött létre Dornbach, Grub, Sittendorf és Sulz im Wienerwald községek egyesülésével. 
A falvak közül Sittendorfot említik legkorábban, 1114-ben a klosterneuburgi apátság birtoklistáján. A Sulzhoz tartozó Rohrberg falut 1477-ben Mátyás magyar király hadai teljesen elpusztították; 1590-ben újratelepítették, de Bécs második török ostromakor ismét elpusztult. 
Az 1938-as Anschluss után mindegyik falut Nagy-Bécs 24. kerületéhez csatolták. Önállóságukat 1954-ben nyerték vissza. 
1981-ben az osztrák légierő Saab 105-ös gyakorlógépe Grub egyik lakóházára zuhant. A két pilóta életét vesztette, a ház tulajdonosát, Karl Musilt, a Bécsi Operaház táncosát, valamint családját súlyos égési sérülésekkel szállították kórházba. 

## Lakosság
A wienerwaldi önkormányzat területén 2022 januárjában 2893 fő élt. A lakosságszám 1961 óta gyarapodó tendenciát mutat. 2020-ban az ittlakók 93,1%-a volt osztrák állampolgár; a külföldiek közül 2% a régi (2004 előtti), 3,3% az új EU-tagállamokból érkezett. 2001-ben a lakosok 74,1%-a római katolikusnak, 5,7% evangélikusnak, 1,7% mohamedánnak, 15,1% pedig felekezeten kívülinek vallotta magát. Ugyanekkor 16 magyar élt a községben; a legnagyobb nemzetiségi csoportot a németek (93,3%) mellett a horvátok alkották 1,1%-kal.
A népesség változása:

| 2016 | 2 649 |
| 2018 | 2 858 |

## Látnivalók
- Wildegg vára
- a sulzi motorkerékpármúzeum
- a sittendorfi Keresztelő Szt. János-plébániatemplom

## Fordítás
- Ez a szócikk részben vagy egészben  a   Wienerwald (Gemeinde) című német Wikipédia-szócikk ezen változatának fordításán alapul.  Az eredeti cikk szerkesztőit annak laptörténete sorolja fel. Ez a jelzés csupán a megfogalmazás eredetét és a szerzői jogokat jelzi, nem szolgál a cikkben szereplő információk forrásmegjelöléseként.